# Dom Capuano

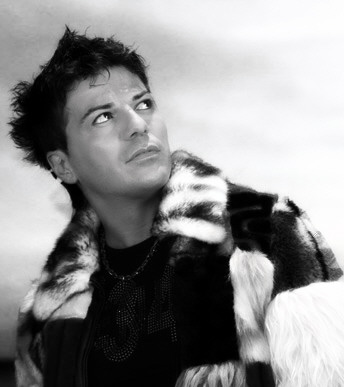
Dom Capuano

Domenico Capuano (* 21. April 1975 in Turin) ist ein italienischer Musikproduzent und Komponist. Er arbeitete unter anderem mit Eiffel 65, Gabry Ponte, Karmah, Da Blitz, Bliss Team, Jean-Michel Jarre, Kool & The Gang, Laura Pausini, 883, Aqua, Zucchero, Nek, Andreas Johnson, Alphaville und Toni Braxton.

## Leben
Capuano studierte Musik mit Schwerpunkt Kontrabass am Giuseppe Verdi-Konservatorium in Turin und arbeitete danach auch als Pianist, Komponist und Orchesterleiter. In den frühen 1990er Jahren hat er sich als Komponist und Musikproduzent etabliert und erreichte mit zahlreichen Kompositionen in den italienischen und den US-amerikanischen Charts hervorragende Plätze. So komponierte er 1993 Let Me Be und ein Jahr später Take My Way für den Sänger Da Blitz. Das Album der Gruppe Eiffel 65 Europop erreichte mit dem Verkauf von 3,8 Millionen CDs den vierten Platz der US-Charts. Im Jahr 2011 zog Capuano nach Los Angeles. Er komponierte die Musik für den Film The Sleeping Warrior. Im Jahr 2014 komponierte er die Musik für Beautiful Destroyer, einen Film von Christopher Dorrah.